# Thésée
Thésée és un municipi francès, situat al departament del Loir i Cher i a la regió de Centre – Vall del Loira. L'any 2007 tenia 1.204 habitants.

## Demografia

### Població
El 2007 la població de fet de Thésée era de 1.204 persones. Hi havia 509 famílies, de les quals 155 eren unipersonals (57 homes vivint sols i 98 dones vivint soles), 175 parelles sense fills, 134 parelles amb fills i 45 famílies monoparentals amb fills.
La població ha evolucionat segons el següent gràfic:
Habitants censats

### Habitatges
El 2007 hi havia 664 habitatges, 525 eren l'habitatge principal de la família, 77 eren segones residències i 62 estaven desocupats. 624 eren cases i 36 eren apartaments. Dels 525 habitatges principals, 442 estaven ocupats pels seus propietaris, 75 estaven llogats i ocupats pels llogaters i 8 estaven cedits a títol gratuït; 3 tenien una cambra, 26 en tenien dues, 127 en tenien tres, 165 en tenien quatre i 203 en tenien cinc o més. 426 habitatges disposaven pel capbaix d'una plaça de pàrquing. A 231 habitatges hi havia un automòbil i a 244 n'hi havia dos o més.

### Piràmide de població
La piràmide de població per edats i sexe el 2009 era:
| Homes | Edats   | Dones |
| ----- | ------- | ----- |
| 4     | 95 o +  | 0     |
| 4     | 90 a 94 | 8     |
| 8     | 85 a 89 | 12    |
| 24    | 80 a 84 | 20    |
| 24    | 75 a 79 | 48    |
| 44    | 70 a 74 | 48    |
| 24    | 65 a 69 | 48    |
| 24    | 60 a 64 | 16    |
| 36    | 55 a 59 | 32    |
| 56    | 50 a 54 | 52    |
| 40    | 45 a 49 | 40    |
| 44    | 40 a 44 | 36    |
| 44    | 35 a 39 | 40    |
| 16    | 30 a 34 | 20    |
| 8     | 25 a 29 | 20    |
| 44    | 20 a 24 | 12    |
| 32    | 15 a 19 | 36    |
| 32    | 10 a 14 | 44    |
| 28    | 5 a 9   | 36    |
| 20    | 0 a 4   | 12    |

## Economia
El 2007 la població en edat de treballar era de 742 persones, 538 eren actives i 204 eren inactives. De les 538 persones actives 483 estaven ocupades (251 homes i 232 dones) i 54 estaven aturades (28 homes i 26 dones). De les 204 persones inactives 107 estaven jubilades, 52 estaven estudiant i 45 estaven classificades com a «altres inactius».

### Ingressos
El 2009 a Thésée hi havia 517 unitats fiscals que integraven 1.201,5 persones, la mediana anual d'ingressos fiscals per persona era de 16.564 €.

### Activitats econòmiques
Dels 49 establiments que hi havia el 2007, 1 era d'una empresa extractiva, 2 d'empreses alimentàries, 1 d'una empresa de fabricació d'altres productes industrials, 8 d'empreses de construcció, 16 d'empreses de comerç i reparació d'automòbils, 2 d'empreses de transport, 4 d'empreses d'hostatgeria i restauració, 1 d'una empresa d'informació i comunicació, 2 d'empreses financeres, 1 d'una empresa immobiliària, 4 d'empreses de serveis, 4 d'entitats de l'administració pública i 3 d'empreses classificades com a «altres activitats de serveis».
Dels 11 establiments de servei als particulars que hi havia el 2009, 1 era una oficina de correu, 1 una oficina bancària, 1 paleta, 2 lampisteries, 2 electricistes, 2 perruqueries, 1 restaurant i 1 agència immobiliària.
Dels 6 establiments comercials que hi havia el 2009, 1 era una botiga de més de 120 m², 2 fleques, 1 una fleca, 1 una sabateria i 1 una botiga d'electrodomèstics.
L'any 2000 a Thésée hi havia 46 explotacions agrícoles que ocupaven un total de 720 hectàrees.

## Equipaments sanitaris i escolars
L'únic equipament sanitari que hi havia el 2009 era una farmàcia.
El 2009 hi havia una escola elemental.

## Poblacions més properes
El següent diagrama mostra les poblacions més properes.